# DC Super Hero Girls
Pour les articles homonymes, voir DC Super Hero Girls (homonymie).
 (mai 2017).
Si vous disposez d'ouvrages ou d'articles de référence ou si vous connaissez des sites web de qualité traitant du thème abordé ici, merci de compléter l'article en donnant les références utiles à sa vérifiabilité et en les liant à la section « Notes et références ».
DC Super Hero Girls est une licence globale qui s'articule autour des super-héroïnes de l'univers DC Comics. Elle comprend à la fois deux séries d'animation, des figurines et des livres, ainsi que plusieurs produits dérivés, le tout piloté par Diane Nelson, présidente de DC Entertainment.
La franchise a été annoncée en avril 2015. L'éditeur américain Random House, les marques Lego (avec sa gamme Lego DC Super Hero Girls) et Mattel se sont joints à Warner Bros Animation.
Un reboot du même nom DC Super Hero Girls a été créé par Lauren Faust en 2019.

## La série d'animation
D'abord diffusée sur un site Internet dédié (play.dcsuperherogirls.com), véritable fer de lance de l'univers, elle est également diffusée à la télévision. En France, la série est diffusée sur France 4 depuis juin 2016 et sur Boing depuis le 20 octobre 2016.
Tous les épisodes sont disponibles dans plusieurs langues (anglais, français, castillan, espagnol d'Amérique Latine, italien, allemand, portugais, turc, mandarin...)

### Synopsis
À Super Hero High, une école réservée aux super-héros, les célèbres super-héros de DC Comics sont venus pour apprendre à maîtriser leurs super-pouvoirs et assister à des cours personnalisés.

### Personnages
Les personnages mis en vedette sont Wonder Woman, Batgirl, Supergirl, Harley Quinn, Poison Ivy, Katana et Bumble Bee (membre des Teen Titans). Les personnages secondaires comprennent Hal Jordan, Barry Allen, Star Sapphire, Beast Boy, Cheetah, Hawkgirl et Catwoman. Amanda Waller est présentée comme étant la principale du collège. D'autres super-héros et super-vilains de DC Comics font aussi quelques apparitions. Note : Harley Quinn, Poison Ivy et Star Sapphire sont des versions gentilles.

### Distribution

#### Voix
| Personnages                  | Voix originales                                     | Voix françaises  |
| ---------------------------- | --------------------------------------------------- | ---------------- |
| Wonder Woman                 | Grey Griffin                                        | Barbara Beretta  |
| Giganta                      | Grey Griffin                                        | Virginie Ledieu  |
| Korugarian                   | Grey Griffin                                        |                  |
| Supergirl                    | Anais Fairweather                                   | Virginie Ledieu  |
| Batgirl                      | Mae Whitman (saison 1 à 4) Ashlyn Selich (saison 5) | Karine Foviau    |
| Speed Queen (DC Comics) (es) | Mae Whitman (saison 1 à 4) Ashlyn Selich (saison 5) |                  |
| Harley Quinn                 | Tara Strong                                         | Karine Foviau    |
| Poison Ivy                   | Tara Strong                                         | Barbara Beretta  |
| Bumble Bee                   | Teala Dunn                                          | Camille Donda    |
| Artemiz (en)                 | Teala Dunn                                          |                  |
| Katana                       | Stephanie Sheh (en)                                 | Annie Milon      |
| Cheetah                      | Ashley Eckstein                                     | Annie Milon      |
| Star Sapphire (en)           | Jessica DiCicco                                     |                  |
| Starfire                     | Hynden Walch                                        | Camille Donda    |
| Hawkgirl                     | Nika Futterman                                      | Camille Donda    |
| Killer Frost                 | Danica McKellar                                     | Chantal Baroin   |
| Amanda Waller                | Yvette Nicole Brown                                 | Annie Milon      |
| Beast Boy                    | Greg Cipes                                          | Laurent Morteau  |
| Flash / Barry Allen          | Josh Keaton                                         | Laurent Morteau  |
| Red Tornado                  | Maurice LaMarche                                    | Laurent Morteau  |
| Jessica Cruz                 | Christina Millizia                                  | Laurence Sacquet |
| Mera                         | Erica Lindbeck (en)                                 | Laurence Sacquet |
| Catwoman                     | Cristina Pucelli (en)                               | Chantal Baroin   |
| Miss Martian                 | Cristina Pucelli (en)                               |                  |
| Jonathan Kent                | Dean Cain                                           |                  |
| Lucius Fox                   | Phil LaMarr                                         |                  |
| Wildcat                      | John DiMaggio                                       | Paul Borne       |
| Gorilla Grodd                | John DiMaggio                                       | Paul Borne       |
| Darkseid                     | John DiMaggio                                       | Paul Borne       |
| Crazy Quilt                  | Tom Kenny                                           | Laurent Morteau  |
| Parasite                     | Tom Kenny                                           |                  |
| Commissaire Gordon           | Tom Kenny                                           | Paul Borne       |
| Martha Kent                  | Helen Slater                                        |                  |
| Lady Shiva                   | Tania Gunadi                                        | Annie Milon      |
| Killer Croc                  | Fred Tatasciore                                     | Paul Borne       |
| Perry le paradémon           | Fred Tatasciore                                     |                  |
| Big Barda                    | Misty Lee                                           | Chantal Baroin   |
| Mad Harriet (en)             | Misty Lee                                           | Chantal Baroin   |
| Lois Lane                    | Alexis G. Zall                                      | Chantal Baroin   |
| Cyborg                       | Khary Payton                                        | Paul Borne       |
| Mamie Bonheur                | April Stewart                                       | Marion Game      |
| Stompa (en)                  | April Stewart                                       | Chantal Baroin   |

### Version française
- Direction artistique : Virginie Ledieu
- Adaptation française : ?? (saison 1), Anthony Panetto[2] (depuis la saison 2, sauf le premier épisode)
- Studio : Deluxe Media Paris

### Épisodes
Note : Les informations des épisodes sont issues du site imdb.
Lors de sa diffusion en France, la série a été diffusée dans un ordre différent. Cette liste répertorie les épisodes dans l’ordre de diffusion française
Les saisons ont un nombre d'épisodes différents :
- Saison 1 : 13
- Saison 2 : 26
- Saison 3 : 26
- Saison 4 : 24
- Saison 5 : 24

#### Première saison (2015-2016)
| Épisode | Titre français                  | Titre original                  | Diffusion US     | Résumé |
| ------- | ------------------------------- | ------------------------------- | ---------------- | --- |
| 1       | Bienvenue à Super Hero High     | Welcome to Super Hero High      | 1er octobre 2015 | Un bref aperçu de l'école et des super-héros qui y étudient.                                                                            |
| 2       | La visite de Super Hero High    | All About Super Hero High       | 9 octobre 2015   | Wonder Woman visite le campus avec Bumblebee. Elle fait aussi la connaissance de sa colocataire, Harley Quinn.                          |
| 3       | La camarade de chambre          | Roomies                         | 9 octobre 2015   | Wonder Woman installe ses affaires en compagnie d'Harley Quinn. Sa colocataire essaie d'attirer son attention.                          |
| 4       | Court-circuit                   | Power Outage                    | 22 octobre 2015  | La deuxième mission de Wonder Woman consiste à réaliser le meilleur temps de vol.                                                       |
| 5       | Prêt-à-porter                   | Crazy Quiltin'                  | 5 novembre 2015  | Wonder Woman commence sa première mission : la conception d'un nouveau costume de super-héros.                                          |
| 6       | Super Hero High fait son cinéma | Fall Into Super Hero High       | 20 novembre 2015 | Harley Quinn a organisé une soirée cinéma en compagnie de ses amies. Les filles vont-elles adorer le film qu'elle a elle-même réalisé ? |
| 7       | Erreur de costume               | Designing Disaster              | 3 décembre 2015  | |
| 8       | Héroïne du mois : Bumble Bee    | Hero of the Month: Bumblebee    | 17 décembre 2015 | |
| 9       | Le club idéal                   | Clubbing                        | 22 décembre 2015 | |
| 10      | Contrôle des armes              | Weaponomics                     | 14 janvier 2016  | |
| 11      | Héroïne du mois : Poison Ivy    | Hero of the Month: Poison Ivy   | 28 janvier 2016  | |
| 12      | Tout est bien qui finit bien    | Saving the Day                  | 11 février 2016  | |
| 13      | Héroïne du mois : Wonder Woman  | Hero of the Month: Wonder Woman | 25 février 2016  | |

En France, cette première saison a été diffusée en intégralité sur France 4 à l'été 2016.

#### Deuxième saison (2016-2017)
| Épisode | Titre français                    | Titre original                         | Diffusion US      | Résumé |
| ------- | --------------------------------- | -------------------------------------- | ----------------- | --- |
| 1       | Une nouvelle élève                | New Beginnings                         | 21 avril 2016     | Supergirl est une jeune fille puissante mais maladroite, ce qui lui vaut quelques mésaventures. Elle intéresse pourtant la principale de Super Hero High. |
| 2       | Héroïne du mois : Supergirl       | Hero of the Month: Supergirl           | 5 mai 2016        | Supergirl a beau être nouvelle à Super Hero High, elle rencontre déjà un succès fulgurant. Ses entrées fracassantes et son enthousiasme sans bornes lui valent le titre d'Héroïne du mois ! |
| 3       | Batgirl contre Supergirl          | Batgirl vs. Supergirl                  | 19 mai 2016       | Batgirl et Supergirl s'affrontent lors du plus grand combat de leur histoire : la bataille pour la dernière part de super-gâteau ! Qui sera assez rapide pour mettre la main dessus ? |
| 4       | La seule et unique Harley Quinn   | Quinn-tessential Harley                | 2 juin 2016       | Le blog vidéo d'Harley Quinn est devenu super populaire ! Pourra-t-elle assumer la responsabilité du rôle de super-héroïne et de célébrité ? |
| 5       | Héroïne du mois : Harley Quinn    | Hero of the Month: Harley Quinn        | 16 juin 2016      | Tada ! L'Héroïne du mois est Harley Quinn ! Elle sauve le monde de manière follement amusante et rit face au danger. |
| 6       | Permis de vol                     | License to Fly                         | 30 juin 2016      | Le Bat-jet est prêt à décoller. Mais Batgirl doit d'abord passer son examen de pilotage aérien. A-t-elle l'aptitude nécessaire pour réussir l'examen ? |
| 7       | Héroïne du mois : Batgirl         | Hero of the Month: Batgirl             | 13 juillet 2016   | Un tonnerre d’applaudissements pour notre Héroïne du mois : Batgirl ! Génie de l'informatique, elle est capable de résoudre les problèmes plus vite qu'une calculatrice ! |
| 8       | Supergirl voit double             | Doubles Trouble                        | 28 juillet 2016   | Attention ! Katana est sur le point de découvrir ce qui arrive lorsqu'on met une raquette de tennis entre les mains de la fille la plus puissante au monde. |
| 9       | Franken-Ivy                       | Franken-Ivy                            | 9 août 2016       | La nouvelle plante de Poison Ivy pousse plus vite que prévu. Les super-héroïnes pourront-elles l'empêcher d'envahir tout Metropolis ? |
| 10      | Héroïne du mois : Katana          | Hero of the Month: Katana              | 11 août 2016      | Elle est rapide. Elle est farouche. Elle a un style d'enfer. Faites du bruit pour Katana, experte dans le maniement de l'épée et nouvelle Héroïne du mois ! |
| 11      | Hé meuf, il est où mon jet ?      | Dude, Where's My Invisible Jet?        | 25 août 2016      | Lorsque le jet invisible de Wonder Woman disparaît, ses amies s'organisent pour le retrouver. |
| 12      | Héroïne du mois : Frost           | Hero of the Month: Frost               | 6 septembre 2016  | Que ce soit lorsqu'elle combat des super-vilains ou qu'elle résout des équations chimiques complexes, Frost garde toujours la tête froide. |
| 13      | Survie dans la jungle             | The Blunder Games                      | 8 septembre 2016  | C'est le jour de l'examen "Survie dans la jungle" ! Les super-héroïnes vont devoir réaliser un parcours d'un point A à un point B et veiller à ne pas être en retard. Batgirl y va sereine, mais son équipement lui réserve quelques surprises.                                                                          |
| 14      | Hawkgirl au spa                   | Hawkgirl's Day Off                     | 22 septembre 2016 | Entre les cours et son rôle de surveillante, Hawkgirl mérite bien une petite pause. Ses amies lui offrent une journée relaxante au Super Spa. Cependant, la journée tourne mal avec l'arrivée inattendue de la terrifiante Mme Gueule d'Argile !                                                                         |
| 15      | Héroïne du mois : Hawkgirl        | Hero of the Month: Hawkgirl            | 4 octobre 2016    | Il ne faut pas sous-estimer la puissance de Hawkgirl. C'est la meilleure surveillante de Super Hero High, une justicière téméraire et, avant tout, une amie fidèle et bienveillante. Félicitations à la nouvelle Héroïne du mois !                                                                                       |
| 16      | La Cheetah qui criait au loup     | The Cheetah Who Cried Wolf             | 10 octobre 2016   | Cheetah jalouse ses amis, qui, tour à tour sont élus héros du mois. Lorsque Frost se fait élire, s'en est trop pour elle. Elle décide donc de prendre les choses en main pour que ses camarades et la principale reconnaissent en elle une véritable super-héroïne. Cependant, la jalousie fait commettre des erreurs... |
| 17      | L'anneau violet                   | Ring of Mire                           | 20 octobre 2016   | L'anneau de Lantern violet de Star Sapphire tombe accidentellement dans l'évier. Celle-ci plonge immédiatement dans les égouts pour le récupérer… et se retrouve nez à nez avec le vilain Croc ! |
| 18      | Héros du mois: Star Sapphire      | Hero of the Month: Star Sapphire       | 1er novembre 2016 | Star Sapphire honore les couloirs de Super Hero High de sa tenue toujours impeccable, et sait aussi se faire respecter grâce à son puissant anneau de Lantern violet. |
| 19      | Les accessoires de Bumble Bee     | Ultimate Accessory                     | 3 novembre 2016   | La tension monte ! Bumblebee doit créer un accessoire high-tech pour son cours d'étude des armes. Le produit fini lui vaudra-t-il la moyenne ? |
| 20      | L'homme-mystère                   | Riddle of the Heart                    | 17 novembre 2016  | Batgirl, Flash et Hawkgirl déjouent les pièges d'un certain homme mystérieux qui sème le trouble dans la ville. Ce dernier n'est peut-être pas si méchant qu'on le croit. |
| 21      | Héros du mois: Cyborg et Starfire | Hero of the Month: Cyborg and Starfire | 29 novembre 2016  | Pour la toute première fois, la principale Waller nomme deux Héros du mois : Cyborg et Starfire ! Leur travail d'équipe et leur amitié prouvent que c'est en unissant ses super-pouvoirs qu'on obtient les meilleurs résultats. Super travail !                                                                          |
| 22      | Frost et ses colocs               | Roomies Return: Frost's Bite           | 1er décembre 2016 | Vivre avec ses amis, c'est super, mais la cohabitation peut s'avérer quelquefois plus difficile que l'on croit. |
| 23      | Drôle de binôme                   | The Odd Couple                         | 15 décembre 2016  | Harley et Shiva doivent travailler ensemble pour obtenir cet examen. Le travail d'équipe est assez difficile entre ces deux personnages qui ont caractère diamétralement opposé. |
| 24      | Enrhumée                          | Cold Blooded                           | 20 décembre 2016  | Frost a attrapé froid et chacun de ses éternuements déclenche une mini tempête de neige ! Sans hésiter, Bumblebee fait tout ce qu'il faut pour rectifier la situation, même si elle doit rapetisser pour combattre le virus.                                                                                             |
| 25      | Héros du mois: Lady Shiva         | Hero of the Month: Lady Shiva          | 12 janvier 2017   | Il est évident que Lady Shiva s'est entraînée pour décrocher le titre d'Héroïne du mois. C'est l'une des seules super-héroïnes capable de calculer et asséner un coup de poing imparable ! |
| 26      | Héros du mois: Beast Boy          | Hero of the Month: Beast Boy           | 9 février 2017    | Le titre de Héros du mois revient à Beast Boy ! Que ce soit en se transformant en crocodile féroce ou en gentil poulpe, Beast Boy trouve toujours un moyen inattendu de sauver la situation. |

#### Troisième saison (2017)
Une troisième saison a commencé à être diffusée en janvier 2017.
| Épisode | Titre français                        | Titre original                    | Diffusion US     | Résumé |
| ------- | ------------------------------------- | --------------------------------- | ---------------- | --- |
| 1       | Enlèvement                            | Batnapped                         | 26 janvier 2017  | Batgirl est kidnappée par Killer Moth et c'est à Supergirl de la sauver.                                               |
| 2       | L'évasion                             | Surprise                          | 2 février 2017   | Harley, Bumblebee, et Katana tentent de passer le système de sécurité de la chambre de Batgirl pour déposer un cadeau. |
| 3       | Les contes des Kryptomites 1re partie | Tales from the Kryptomites Part 1 | 16 février 2017  | |
| 4       | Les contes des Kryptomites 2e partie  | Tales from the Kryptomites Part 2 | 23 février 2017  | |
| 5       | Tout le monde voit rouge              | Seeing Red                        | 2 mars 2017      | |
| 6       | Surprise                              | Spring Prison Break               | 9 mars 2017      | |
| 7       | Le tour de Metropolis en 80 secondes  | Around Metropolis in 80 Seconds   | 16 mars 2017     | |
| 8       | Le tableau                            | For Art's Sake                    | 4 mai 2017       | |
| 9       | Évadés du zoo 1re partie              | Wildside Part 1                   | 11 mai 2017      | |
| 10      | Évadés du zoo 2e partie               | Wildside Part 2                   | 18 mai 2017      | |
| 11      | Journée entre sœurs                   | Day of Fun-Ship                   | 1er juin 2017    | |
| 12      | La fureur d'Arès                      | The Ares Up There                 | 8 juin 2017      | Arès s'invite à une fête sur Paradise Island.                                                                          |
| 13      | Opération discrétion 1re partie       | Stealth 101 Part 1                | 15 juin 2017     | |
| 14      | Opération discrétion 2e partie        | Stealth 101 Part 2                | 15 juin 2017     | |
| 15      | L'antidote                            | A Fury Scorned                    | 29 juin 2017     | |
| 16      | Panne de courant                      | Body Electric                     | 6 juillet 2017   | |
| 17      | Héroïne sans technologie              | Techless Tuesday                  | 13 juillet 2017  | |
| 18      | La fureur d'Arès 1re partie           | Fresh Ares Part 1                 | 20 juillet 2017  | |
| 19      | La fureur d'Arès 2e partie            | Fresh Ares Part 2                 | 27 juillet 2017  | |
| 20      | La fureur d'Arès 3e partie            | Fresh Ares Part 3                 | 3 août 2017      | |
| 21      | Gare aux gorilles                     | Gorilla Warfare                   | 26 octobre 2017  | |
| 22      | Combat aérien                         | Fight Flub                        | 2 novembre 2017  | |
| 23      | Techniques de combats                 | Jetsetters                        | 10 novembre 2017 | |
| 24      | Perry le paradémon                    | A New Perry-Spective              | 16 novembre 2017 | |
| 25      | Le Retour de Krypto                   | Dog Day After School              | 23 novembre 2017 | |
| 26      | Fête de fin d'année                   | It's A Superful Life              | 30 novembre 2017 | |

#### Quatrième saison (2018)
| Épisode | Titre français                              | Titre original               | Diffusion US     | Résumé                                                                                             |
| ------- | ------------------------------------------- | ---------------------------- | ---------------- | -------------------------------------------------------------------------------------------------- |
| 1       | L'élue - 1re partie                         | Ring Me Maybe Part 1         | 18 janvier 2018  | Hal Jordan quitte la Terre pour terminer ses études, Un nouveau Green Lantern fera son apparition. |
| 2       | L'élue - 2e partie                          | Ring Me Maybe Part 2         | 25 janvier 2018  | La nouvelle Green Lantern s'avère être Jessica Cruz.                                               |
| 3       | L'élue - 3e partie                          | Ring Me Maybe Part 3         | 1er février 2018 | |
| 4       | L'élue - 4e partie                          | Ring Me Maybe Part 4         | 8 février 2018   | |
| 5       | Comme un poisson hors de l'eau - 1re partie | Fish Out of Water Part 1     | 15 février 2018  | Mera, venue d'Atlantis, est la nouvelle élève du Collège des Super-Héros.                          |
| 6       | Comme un poisson hors de l'eau - 2e partie  | Fish Out of Water Part 2     | 22 février 2018  | |
| 7       | Les super-chiens - 1re partie               | Gone to the Dogs Part 1      | 1er mars 2018    | |
| 8       | Les super-chiens - 2e partie                | Gone to the Dogs Part 2      | 8 mars 2018      | |
| 9       | L'animilice - 1re partie                    | Pets Peeved Part 1           | 15 mars 2018     | |
| 10      | L'animilice - 2e partie                     | Pets Peeved Part 2           | 22 mars 2018     | |
| 11      | C'est dur, l’horticulture                   | Ha-Ha Horticulture           | 29 mars 2018     | |
| 12      | La vérité du lasso - 1re partie             | Truth of the Lasso Part 1    | 5 avril 2018     | Cheetah essaye de voler le Lasso de Vérité de Wonder Woman.                                        |
| 13      | La vérité du lasso - 2e partie              | Truth of the Lasso Part 2    | 12 avril 2018    | |
| 14      | La vérité du lasso - 3e partie              | Truth of the Lasso Part 3    | 19 avril 2018    | |
| 15      | La vérité du lasso - 4e partie              | Truth of the Lasso Part 4    | 26 avril 2018    | |
| 16      | Raven - 1re partie                          | Nevermore Part 1             | 3 mai 2018       | |
| 17      | Raven - 2e partie                           | Nevermore Part 2             | 10 mai 2018      | |
| 18      | Raven - 3e partie                           | Nevermore Part 3             | 17 mai 2018      | |
| 19      | Raven - 4e partie                           | Nevermore Part 4             | 24 mai 2018      | |
| 20      | Conduite folle                              | Drive Me Crazy               | 31 mai 2018      | |
| 21      | Le Danse Club Tamaranien 1re partie         | Tamaranean Dance Club Part 1 | 7 juin 2018      | |
| 22      | Le Danse Club Tamaranien 2e partie          | Tamaranean Dance Club Part 2 | 14 juin 2018     | |
| 23      | Voler de Nuit                               | Fly by Night                 | 21 juin 2018     | |
| 24      | Dans l'album souvenir de la promotion       | By the Yearbook              | 28 juin 2018     | |

#### Cinquième saison (2018)
| Épisode | Titre français                        | Titre original                  | Diffusion US      | Résumé |
| ------- | ------------------------------------- | ------------------------------- | ----------------- | --- |
| 1       | Ensorcelé Partie 1                    | Spell-Shocked Part 1            | 2 août 2018       | |
| 2       | Ensorcelé Partie 2                    | Spell-Shocked Part 2            | 9 août 2018       | |
| 3       | Kidnappé                              | Kid Napped                      | 16 août 2018      | Batgirl doit garder Robin mais celui-ci est enlevé par deux ombres. |
| 4       | La Ville-bouteille                    | Bottle Episode                  | 23 août 2018      | |
| 5       | Le Jour des carrières                 | Career Day                      | 30 août 2018      | |
| 6       | La Bague des émotions                 | Mood Ring                       | 6 septembre 2018  | |
| 7       | Sous les projecteurs                  | Stage Fright                    | 13 septembre 2018 | |
| 8       | Hackgirl                              | Hackgirl                        | 20 septembre 2018 | |
| 9       | Meilleures amies                      | My New Best Friend              | 27 septembre 2018 | |
| 10      | Le moniteur anti-surveillant Partie 1 | Anti-Hall Monitor Part 1        | 4 octobre 2018    | |
| 11      | Le moniteur anti-surveillant Partie 2 | Anti-Hall Monitor Part 2        | 11 octobre 2018   | |
| 12      | Harley hantée                         | Haunted Harley                  | 18 octobre 2018   | |
| 13      | Tous les animaux ont disparu          | All Pets Are Off                | 25 octobre 2018   | Quelqu'un vole tous les animaux de compagnie de Super Hero High. Beast Boy mène l'enquête...                                                                                |
| 14      | Déséquilibre                          | The Wobble                      | 1 novembre 2018   | |
| 15      | Faux pas sur roulettes                | Rolling Blunder                 | 8 novembre 2018   | |
| 16      | Cible d'entraînement                  | Target Practise                 | 15 novembre 2018  | |
| 17      | Prisonnière de Son esprit             | Mindscape                       | 22 novembre 2018  | |
| 18      | Pour la fille qui a tout              | For The Girl Who Has Everything | 29 novembre 2018  | Supergirl tente de réparer certaines choses qui la frustrent constamment afin de vivre dans un monde parfait. Mais est-ce que tout le monde veut vraiment un monde parfait? |
| 19      | Miss Martian disparaît                | Missing Miss Martian            | 6 décembre 2018   | |
| 20      | De l'eau nulle part                   | Water Water Nowhere             | 13 décembre 2018  | |
| 21      | La forteresse de la consolation       | Fortress of Solidarity          | 20 décembre 2018  | |
| 22      | Le super-échange de cadeaux           | Super Gift Swap                 | 22 décembre 2018  | |
| 23      | Ma soi-disant anti-vie partie 1       | So Called Anti Life part 1      | 27 décembre 2018  | |
| 24      | Ma soi-disant anti-vie partie 2       | So Called Anti Life part 2      | 27 décembre 2018  | |

### Longs métrages
Le long métrage L'école des super-héros (Super Hero High) a été diffusé le 15 juin 2016 à 14 h 20 sur France 4. Aux États-Unis, il a été diffusé sur la chaîne Boomerang le 19 mars. Au Royaume-Uni et en Irlande, il a été diffusé sur la chaîne Boomerang le 21 mai. Premières sur Cartoon Network le 30 avril.
Un film original, intitulé DC Super Hero Girls : Héroïne de l'année (Hero of the year), originellement sorti le 23 août 2016 aux États-Unis, est paru en DVD le 28 septembre 2016.
Un deuxième film produit par Warner Bros Animation est sorti le 9 mai 2017 sous le titre Jeux intergalactiques d'une durée de 1h14. Sorti ensuite en DVD le 23 mai 2017, il a été diffusé sur France 4 le 5 juin 2017.
Un troisième film, intitulé Les Légendes de l'Atlantide est sorti le 2 octobre 2018, en DVD.

## Livres
Deux types de livres sont sortis, des romans pour enfants de Random House et des romans graphiques de DC Comics. En France, c'est Bayard qui édite les romans jeunesse et l'éditeur Urban Comics qui commercialise les romans graphiques, dès l'automne 2016. Ces derniers prennent fin au bout de huit tomes et sont remplacés par une nouvelle série reprenant le character-design de la nouvelle série télévisée de 2019.

### Romans
| Titre                           | ISBN                  | Date de sortie |
| ------------------------------- | --------------------- | -------------- |
| Wonder Woman at Super Hero High | (ISBN 978-1101940594) | 1er mars 2016  |
| Supergirl at Super Hero High    | (ISBN 978-1101940624) | 5 juillet 2016 |
| Batgirl at Super Hero High      | (ISBN 978-1101940655) | 3 janvier 2017 |
| Katana at Super Hero High       | (ISBN 978-1101940686) | 4 juillet 2017 |
| Harley Quinn at Super Hero High | (ISBN 978-1524769239) | 9 janvier 2018 |
| Bumblebee at Super Hero High    | (ISBN 978-1524769260) | 3 juillet 2018 |

### Romans graphiques
| Titre                         | ISBN                  | Date de sortie    |
| ----------------------------- | --------------------- | ----------------- |
| Finals Crisis                 | (ISBN 978-1401262471) | 5 juillet 2016    |
| Hits and Myths                | (ISBN 978-1401267612) | 8 novembre 2016   |
| Summer Olympus                | (ISBN 978-1401272357) | 21 juin 2017      |
| Past Times at Super Hero High | (ISBN 978-1401273835) | 29 septembre 2017 |
| Date with Disaster!           | (ISBN 978-1401278786) | 31 janvier 2018   |
| Out of the Bottle             | (ISBN 978-1401274832) | 1er août 2018     |
| Search for Atlantis           | (ISBN 978-1401283537) | 26 septembre 2018 |
| Spaced Out                    | (ISBN 978-1401282561) | 4 juin 2019       |

### Éditions françaises
Chez Urban Comics, les deux premiers romans graphiques sont sortis :
- 1. A toutes épreuves, octobre 2016,  (ISBN 979-1-0268-1061-2)
- 2. Sur les traces d'Ulysse, octobre 2016,  (ISBN 979-1-0268-1132-9)

Chez Bayard Jeunesse, les romans sont en cours d'édition :
- 1. Wonder Woman à Super Hero High, septembre 2016,  (ISBN 978-2-7470-6856-7)
- 2. Supergirl à Super Hero High, novembre 2017,  (ISBN 978-2-7470-8409-3)
- 3. Batgirl à Super Hero High, février 2018,  (ISBN 978-2-7470-8410-9)
- 4. Katana à Super Hero High, juin 2018,  (ISBN 978-2-7470-8411-6)

## Musiques
Le générique de la série That's My Girl, est interprété par le groupe féminin Fifth Harmony.